# Équipe du Portugal de hockey sur glace
L’équipe du Portugal de hockey sur glace est la sélection nationale du Portugal regroupant les meilleurs joueurs portugais de hockey sur glace lors des compétitions internationales. Elle est sous la tutelle de la Federação Portuguesa de Desportos no Gelo. L'équipe n'est pas classée au sein du classement IIHF en 2018.

## Historique
En 1999, le Portugal rejoint la Fédération internationale de hockey sur glace en tant que membre associé ,. 
L'équipe était principalement constituée d'immigrants canadiens et a déjà affronté des équipes du Canada.
En septembre 2017, la sélection du Portugal participe à sa première compétition officielle IIHF dans le cadre de la Development cup 2017 à Canillo (Andorre) où elle affronte les sélections d'Andorre, de l'Irlande et du Maroc. Quatre nations qui souhaitent à court terme participer au championnat du monde de l'IIHF.
Le 29 septembre, lors de sa première rencontre, la Seleçao affronte Andorre pour ses débuts dans la Development Cup. Après être menée de deux buts, le Portugal réduit la marque et inscrit le premier but de son histoire par le Franco-Portugais, Christopher Teixeira Leite  sur un exploit personnel. Le but de l'ancien joueur des Gothiques d'Amiens et de l'Anglet hormadi élite est suivi de l'égalisation par un autre Franco-Portugais, Sylvain Rodrigues, joueur d’Évry, avec une assistance de Jim Aldred (à la fois entraineur et joueur) et Christopher Teixeira Leite.
Le match se dénoue en tirs de fusillade où le gardien Ivan Silva ne concède aucun but et Matthew De Melo inscrit le but victorieux.

## Résultats

### Development Cup
- 2017 -
- 2018 -

## Effectif
| No    | Nom                 | Position  | Club   |
| ----- | ------------------- | --------- | ------ |
| +020, | Maxim Andreyev      | Gardien   |        |
| +030, | Ivan Silva          | Gardien   |        |
| +009, | Maurício Xavier     | Défenseur |        |
| +008, | Filipe Paulo        | Défenseur |        |
| +081, | Sylvain Rodrigues   | Défenseur |        |
| +071, | Yuri El-Zein        | Défenseur |        |
| +003, | Diogo Esteves Rocha | Défenseur |        |
| +093, | Jeshon Assunção     | Défenseur |        |
| +019, | Pedro Cardoso       | Défenseur |        |
| +007, | Kevin Hortinha      | Attaquant |        |
| +010, | Diogo Xavier        | Attaquant |        |
| +019, | Guilherme Morais    | Attaquant |        |
| +088, | Isaac Carreiro      | Attaquant |        |
| +089, | Brandon Gay         | Attaquant | HC PDS |
| +029, | Hervé José Alves    | Attaquant |        |
| +074, | Higínio Ferreira    | Attaquant |        |
| +033, | Ricardo Schläpfer   | Défenseur |        |
| +015, | Philip Sardinha     | Attaquant |        |
| +073, | Corentin Rodrigues  | Attaquant |        |

## Entraîneurs
| Période     | Nom des entraîneurs | Nationalité |
| ----------- | ------------------- | ----------- |
| Depuis 2017 | Jim Aldred          | Canada      |